# Фюлёп, Золтан
Золтан Фюлёп (венг. Fülöp Zoltán; 16 июня 1907, Пецель, Австро-Венгрия — 6 ноября 1975, Будапешт, Венгрия) — венгерский театральный художник, сценограф
. Заслуженный артист Венгрии (1955). Народный артист Венгрии (1965). Лауреат государственной премии Кошута (1951).

## Биография
Образование получил в колледже прикладного искусства в Будапеште. Творческую карьеру начал в Центральном Будапештском городском театре (Belvárosi Színház), где спроектировал большую часть декораций. В 1928 году перешёл в Венгерский королевский оперный театр, где до 1968 года работал сценографом. С 1933 по 1968 год — главный художник. Работал в нескольких театрах, в том числе, театрах под открытым небом в Будапеште.
Создавал декорации для зарубежных оперных театров (Милан, Москва, Новосибирск и несколько крупных городов ФРГ).
Вышел на пенсию в 1968 году. Был также художником пяти венгерских художественных фильмов.

## Оформил постановки вВенгерском оперном театреи его филиале — Театре им. Эркеля (Будапешт)
- «Лоэнгрин» Рихарда Вагнера (1938),
- «Валькирия» Рихарда Вагнера (1942),
- «Тангейзер» Рихарда Вагнера (1957),
- «Турандот» Джакомо Пуччини (1938, 1959),
- «Питер Граймс» Б. Бриттена (1947),
- «Витязь Янош» П. Качо (1949),
- «Пламя Парижа» Бориса Асафьева (1950),
- «Бахчисарайский фонтан» Бориса Асафьева (1952);
- «Орфей и Эвридика» К. В. Глюка (1957),
- «Деревянный принц» (1958) и «Замок герцога Синяя Борода» Б. Бартока (1959),
- «Саломея» Р. Штрауса (1958),
- «Дьёрдь Бранкович» Ф. Эркеля (1962) и др.